# Kontiosaari (ö i Finland, Norra Österbotten, Koillismaa, lat 65,73, long 29,65)
Kontiosaari är en ö i Finland. Den ligger i sjön Kallioluoma och i kommunen Kuusamo i den ekonomiska regionen  Koillismaa ekonomiska region  och landskapet Norra Österbotten, i den nordöstra delen av landet, 700 km norr om huvudstaden Helsingfors. Öns area är 0,4 hektar och dess största längd är 140 meter i sydöst-nordvästlig riktning.